# Bombardier Learjet 500 2006
Bombardier Learjet 550 2006 var ett race som var den sjätte deltävlingen i IndyCar Series 2006. Racet kördes den 10 juni på Texas Motor Speedway. Hélio Castroneves tog sin tredje seger för säsongen, och drog ifrån mästerskapstvåan Scott Dixon med ytterligare tiotalet poäng. Dixon blev tvåa, med Dan Wheldon på tredje plats.

## Slutresultat
| Plats | Förare            | Team                     | Grid | Kvaltid |
| ----- | ----------------- | ------------------------ | ---- | ------- |
| 1     | Hélio Castroneves | Marlboro Team Penske     | 3    | 24,570  |
| 2     | Scott Dixon       | Chip Ganassi Racing      | 4    | 24,599  |
| 3     | Dan Wheldon       | Chip Ganassi Racing      | 2    | 24,523  |
| 4     | Sam Hornish Jr.   | Marlboro Team Penske     | 1    | 24,519  |
| 5     | Scott Sharp       | Fernández Racing         | 7    | 24,679  |
| 6     | Vitor Meira       | Panther Racing           | 13   | 24,791  |
| 7     | Tony Kanaan       | Andretti Green Racing    | 6    | 24,671  |
| 8     | Kosuke Matsuura   | Fernández Racing         | 10   | 24,760  |
| 9     | Ed Carpenter      | Vision Racing            | 12   | 24,778  |
| 10    | Tomas Scheckter   | Vision Racing            | 5    | 24,612  |
| 11    | Bryan Herta       | Andretti Green Racing    | 11   | 24,762  |
| 12    | Danica Patrick    | Rahal Letterman Racing   | 15   | 24,826  |
| 13    | Dario Franchitti  | Andretti Green Racing    | 8    | 24,715  |
| 14    | Marco Andretti    | Andretti Green Racing    | 9    | 24,716  |
| 15    | Jeff Simmons      | Rahal Letterman Racing   | 16   | 24,890  |
| 16    | Felipe Giaffone   | Dreyer & Reinbold Racing | 19   | -       |
| 17    | Eddie Cheever     | Cheever Racing           | 17   | 25,012  |
| 18    | Buddy Rice        | Rahal Letterman Racing   | 14   | 24,805  |
| 19    | Buddy Lazier      | Dreyer & Reinbold Racing | 18   | 25,044  |